# Giuseppe Tirelli
Giuseppe Tirelli (Modena, 5 aprile 1813 – Morrovalle, 29 aprile 1887) è stato un prefetto e politico italiano.
Fu senatore del regno d'Italia nella XII legislatura.

## Biografia
Figlio dell'avvocato e notaio Luigi in servizio presso la corte estense e di Francesca Panelli, studiò giurisprudenza e amministrazione pubblica. Partecipò a più riprese ai moti risorgimentali e in particolare a quelli del 1831 come cospiratore, al quelli del 1848 come combattente e per finire nel 1859.Non si conoscono dati precisi sul suo coinvolgimento, ma per certo dopo i moti del 1831 fu costretto a riparare nel sud della Francia dove restò per quindici anni. Qui conobbe la futura moglie Luisa Baumier e sviluppò una forte passione per il buon vino. 
Risulta trovarsi in Italia nel 1848 e nel biennio 1859-1860 iniziò la carriera di prefetto del Regno che lo impegnerà in diverse città italiane, tra cui Forlì, L'Aquila, Macerata, Messina, Modena e Pisa. 
Visse gli ultimi dieci anni della sua vita a Morrovalle, dove si dedicò alla coltivazione del vino portando per primo in terra marchigiana il vitigno Cabernet-Sauvignon.